# Egernia kingii
Egernia kingii är en ödleart som beskrevs av Gray 1838. Egernia kingii ingår i släktet Egernia och familjen skinkar. IUCN kategoriserar arten globalt som livskraftig. Inga underarter finns listade i Catalogue of Life.